# Japanische Eishockeynationalmannschaft

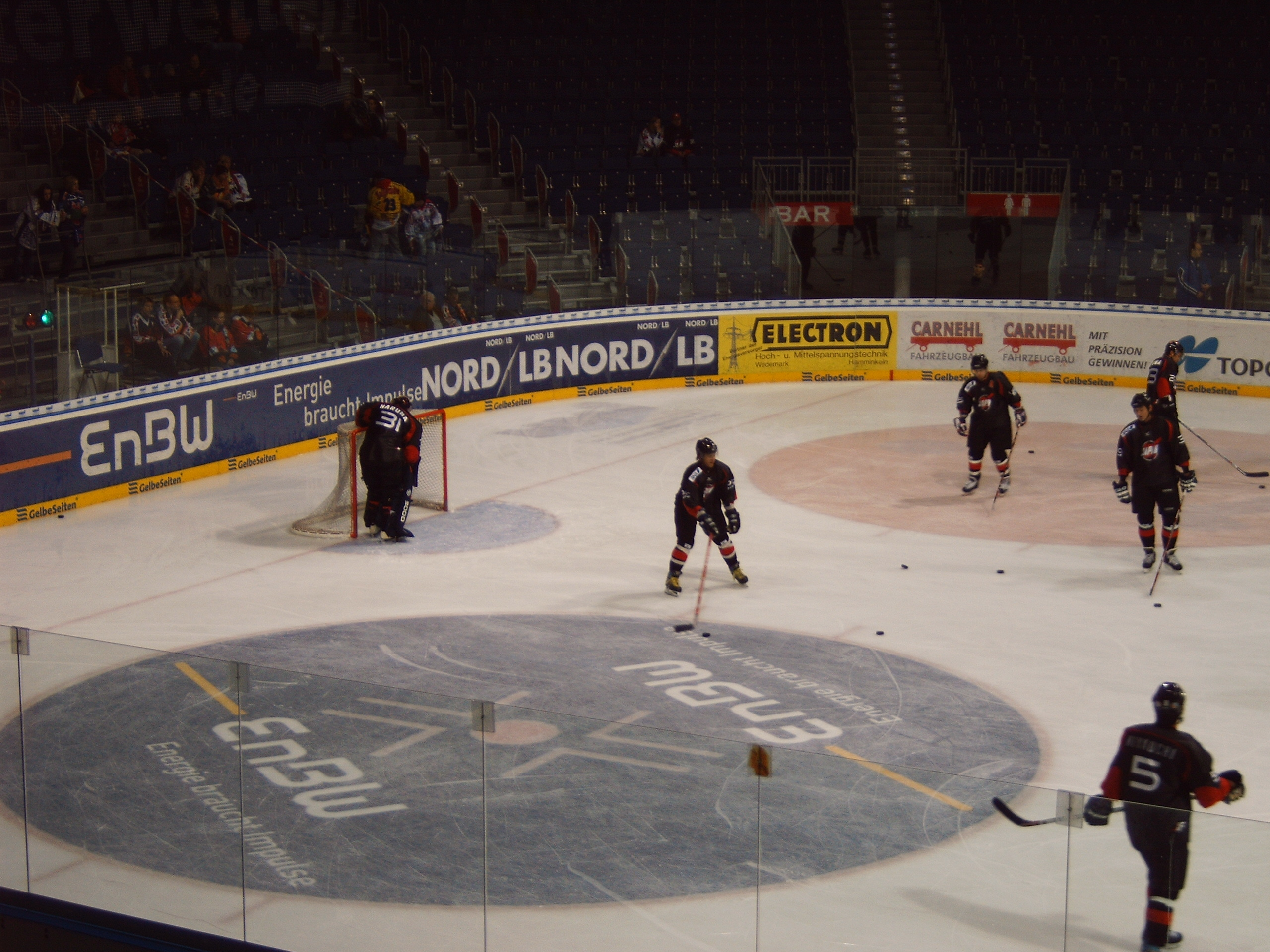
Die japanische Eishockeynationalmannschaft beim Deutschland Cup 2006 in Hannover

Die japanische Eishockeynationalmannschaft der Herren nimmt seit 1930 an Weltmeisterschaften teil, 1936 folgte die erste Teilnahme bei den Olympischen Spielen. Seit den 1960er-Jahren pendelten die Japaner zwischen den WM-Turnieren der B- und C-Gruppe. Von 1998 an waren die Japaner als Asienvertreter in der A-Gruppe gesetzt. Dies wurde 2005 aufgehoben.
Die japanische Auswahl trat beim Deutschland Cup 2006 in Hannover an und beendete das Turnier als Letzter. In der IIHF-Weltrangliste belegt die japanische Mannschaft nach der WM 2022 den 25. Rang.
Neben der kasachischen und der südkoreanischen Eishockeynationalmannschaft gilt das Team als eine der besten asiatischen Eishockeynationen und konnte 2003 und 2007 die Goldmedaille bei den Asienwinterspielen holen. Bei der Eishockey-Weltmeisterschaft der Herren 2014 wurde die japanische Mannschaft in der Gruppe A der Division I hinter Slowenien und Österreich Dritter und verpasste den Aufstieg in die Top-Division bei Punktgleichheit mit Österreich nur aufgrund der 1:4-Niederlage im direkten Vergleich.

## Platzierungen

### Olympische Winterspiele
- 1920–1932 – nicht teilgenommen
- 1936 – 12. Platz
- 1948 – nicht teilgenommen
- 1952 – nicht teilgenommen
- 1956 – nicht teilgenommen
- 1960 – 8. Platz
- 1964 – 11. Platz
- 1968 – 10. Platz
- 1972 – 9. Platz
- 1976 – 9. Platz
- 1980 – 12. Platz
- 1984–1994 – nicht qualifiziert
- 1998 – 13. Platz
- 2002–2022 – nicht qualifiziert

### Weltmeisterschaften
- 1920–28 – nicht teilgenommen
- 1930 – 6. Platz
- 1931–35 – nicht teilgenommen
- 1936 – 12. Platz
- 1937–56 – nicht teilgenommen
- 1957 – 8. Platz
- 1958/59 – nicht teilgenommen
- 1960 – 8. Platz
- 1961 – nicht teilgenommen
- 1962 – 1. B-WM
- 1963 – nicht teilgenommen
- 1964 – 11. Platz
- 1965/66 – nicht teilgenommen
- 1967 – 1. C-WM
- 1968 – 10. Platz
- 1969 – 1. C-WM
- 1970 – 5. B-WM
- 1971 – 6. B-WM
- 1972 – 5. B-WM
- 1973 – 6. B-WM
- 1974 – 4. B-WM
- 1975 – 6. B-WM
- 1976 – 2. B-WM
- 1977 – 3. B-WM
- 1978 – 2. B-WM
- 1979 – 6. B-WM
- 1981 – 8. B-WM
- 1982 – 1. C-WM
- 1983 – 5. B-WM
- 1985 – 5. B-WM
- 1986 – 8. B-WM
- 1987 – 1. C-WM
- 1989 – 7. B-WM
- 1990 – 7. B-WM
- 1991 – 8. B-WM
- 1992 – 3. B-WM
- 1993 – 5. B-WM
- 1994 – 4. B-WM
- 1995 – 6. B-WM
- 1996 – 8. B-WM
- 1997 – 4. C-WM
- 1998 – 14.
- 1999 – 16.
- 2000 – 16.
- 2001 – 16.
- 2002 – 16.
- 2003 – 16.
- 2004 – 15.
- 2005 – 4. Division I, Gr. A
- 2006 – 3. Division I, Gr. A
- 2007 – 3. Division I, Gr. B
- 2008 – 3. Division I, Gr. B
- 2009 – 3. Division I, Gr. A
- 2010 – 3. Division I, Gr. A
- 2011 – verzichtet
- 2012 – 4. Division IA
- 2013 – 4. Division IA
- 2014 – 3. Division IA
- 2015 – 4. Division IA
- 2016 – 6. Division IA
- 2017 – 2. Division IB
- 2018 – 2. Division IB
- 2019 – 3. Division IB
- 2020–2021 – keine Austragung
- 2022 – 2. Division IB
- 2023 – 1. Division IB
- 2024 – 5. Division IA
- 2025 – 4. Division IA

### Asienspiele
- 1986 – Silber
- 1990 – Silber
- 1996 – Silber
- 1999 – Silber
- 2003 – Gold
- 2007 – Gold
- 2011 – Silber
- 2017 – Bronze
- 2025 – Silber

### Asien-Cup
- 1992 – 1. Platz
- 1993 – 1. Platz
- 1995 – 2. Platz